# U21-världsmästerskapet i handboll för herrar 1985
U21-världsmästerskapet i handboll för herrar 1985 var den femte upplagan av U21-VM i handboll på herrsidan och spelades i Italien från den 7 till 15 december 1985. Världsmästare blev Sovjetunionen.

## Slutplaceringar
1. Sovjetunionen U21
2. Sverige U21
3. Jugoslavien U21
4. Västtyskland U21
5. Östtyskland U21
6. Tjeckoslovakien U21
7. Danmark U21
8. Island U21
9. Schweiz U21
10. Spanien U21
11. Japan U21
12. Italien U21
13. Sydkorea U21
14. Polen U21
15. Egypten U21
16. Nigeria U21

## Medaljörer
| Guld          | Silver | Brons       |
| ------------- | --- | ----------- |
| Sovjetunionen | SverigePatrik Samuelsson Joachim Damm Tomas Svensson Ola Lindgren Peder Järphag Johan Eklund John Jansson Mats Eriksson Thomas Olsson Daniel Rooth Staffan Olsson Jan-Erik Johansson Robert Wedberg Magnus Wislander Inge Johansson Jimmy JonssonFörbundskapten: Ingemar Eriksson | Jugoslavien |